# Wolfenstein: The New Order
Wolfenstein: The New Order är en förstapersonsskjutare utvecklat av MachineGames och gavs ut av Bethesda Softworks den 20 maj 2014 till Microsoft Windows, Playstation 3, Playstation 4, Xbox 360 och Xbox One. Spelet är det nionde i spelserien Wolfenstein, och det första sedan 1992 som utvecklats utan Id Software. Dock använder sig spelet av id Softwares egenutvecklade spelmotor id Tech 5.

## Röstskådespelare
- Brian Bloom - William "B.J." Blazkowicz
- Alicja Bachleda - Anya Oliwa
- Gideon Emery - Fergus Reid
- A.J. Trauth - Probst Wyatt III
- Dwight Schultz - Wilhelm "Deathshead" Strasse
- Nina Franoszek - Irene Engel
- Bonita Friedericy - Caroline Becker
- Ken Lally - Klaus Kreutz
- Alex Solowitz - Max Hass
- Mark Ivanir - Set Roth
- Thomas Mikusz - Bubi
- Carla Tassara - Tekla
- Leith M. Burke - J
- Eric LaRay Harvey - Bombate
- Ian Paul Cassidy - Bobby Bram
- Paul Savior - Raman Targonski
- Nina Polan - Olenka Targonski
- Heiko Obermöller - Keller
- Nicholas Tucci - Prendergast
- Chris Jarvis - Blondie
- Carlos Pratts -Gates
- Jack Dimich - Krzysytof Oliwa
- Aleksandra Kaniak - Roza Oliwa
- Liza de Weerd - Bitzy
- Thure Riefenstein - Krieger
- Tilman Borck - The Knife
- André Sogliuzzo - Demonic Voice